# Manzanares (Jarama)
Der Manzanares ist ein Fluss in Zentralspanien. Er ist 92 km lang und durchfließt die Hauptstadt Madrid, bevor er in den Jarama mündet. Der Fluss entspringt im Schneefeld Ventisquero de la Condesa in der Nähe des Navacerrada-Passes in der Sierra de Guadarrama.
Laut einer internationalen Studie ist der Manzanares unter den untersuchten Fließgewässern Europas das am meisten mit Pharmaka belastete. Das liegt unter anderem daran, dass es sich um ein langsames Fließgewässer in einer semiariden Metropolregion handelt, das oft zu einem Rinnsal austrocknet. In hoher Konzentration fanden sich die Blutdrucksenker Propranolol und Verapamil und das Antidepressivum Citalopram, die Wasserorganismen schädigen, sowie die Antibiotika Metronidazol und Sulfamethoxazol, was die Entwicklung multiresistenter Erreger begünstigt.